# Hidroteràpia
La Hidroteràpia és dins de la fisioteràpia, i es defineix com l'art i la ciència del tractament de malalties i lesions per mitjà de l'aigua.
Amb les seves múltiples i variades possibilitats (piscines, dolls, banys, bafs…) la hidroteràpia és una valuosa eina per al tractament de molts quadres patològics, com traumatismes, reumatismes, digestius, respiratoris o neurològics.
Durant la primera meitat del segle xix el metge lleidatà Manuel Arnús de Ferrer (1813-1879 va ser un gran impulsor d'aquest tractament.
L’hidroteràpia etimològicament significa <<utilització de l’aigua com a agent terapèutic en qualsevol forma, estat o temperatura>>.
Diferències entre hidroteràpia i balneoterapia.
|                     | Hidroteràpia                              | Balneoteràpia                                              |
| Agent terapèutic    | Aigua potable d’ús ordinari.              | Aigües mineromedicinals.                                   |
| Via d’administració | Tòpica.                                   | Totes les vies (tòpica, oral, inhalatòria, etc.).          |
| Efectes             | Físics, per temperatura i acció mecànica. | Físics, per temperatura i acció mecànica.                  |
| Acció terapèutica   | Efectes mecànics, tèrmics i psíquics.     | Efectes mecànics, tèrmics, psíquics, químics i ambientals. |
| Lloc de realització | Centre d’hidroteràpia.                    | Balnearis.                                                 |